# 13559 Верт
13559 Верт (13559 Werth) — астероїд головного поясу, відкритий 4 вересня 1992 року.
Тіссеранів параметр щодо Юпітера — 3,204.